# 索菲·熱爾曼

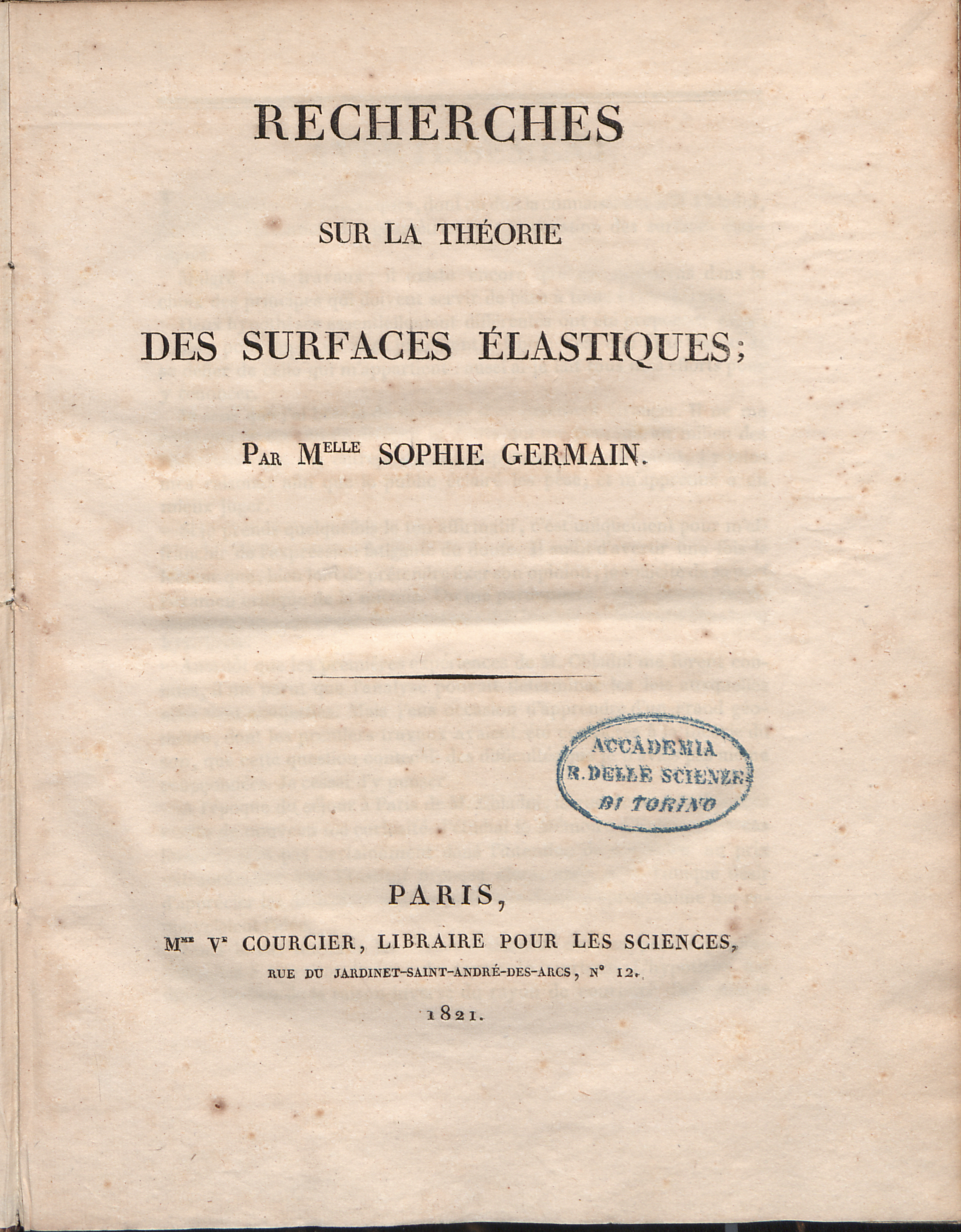
Récherches sur la théorie des surfaces élastiques, 1821

瑪麗-索菲·熱爾曼（法語：Marie-Sophie Germain，1776年4月1日—1831年6月27日），是一名法國女數學家、物理学家和哲学家。
热尔曼所处的时代不支持女性接受教育，并且她的父母也不支持，但她从她父亲图书馆里的书中自学，并以笔名“勒布朗先生”（Monsieur LeBlanc）与当时著名的数学家如约瑟夫·拉格朗日、阿德里安-马里·勒让德和卡爾·弗里德里希·高斯等书信往来。她是弹性理论的先驱之一，她在费马大定理上的研究为后世数学家提供了坚实基础。由于当时对女性的偏见，她无法将数学作为事业，但她一生都在自行独立地工作。高斯曾举荐哥廷根大学授予她荣誉学位，但授予时她已因乳腺癌去世。在热尔曼百年诞辰之际，法国科学院为纪念她设立了索菲·热尔曼奖。

## 早年

### 家庭
1776年4月1日，索菲·热尔曼出生于法国巴黎圣但尼路的一个中产阶级家庭。父亲安布瓦斯-弗朗索瓦·热尔曼（Ambroise-François Germain ，1726-1827）是一名富有的丝绸商人,，母亲是玛丽·玛德琳·格鲁古伦（Marie-Madeleine Gruguelun） 。1789年，父亲当选为资产阶级的代表，出席1789年法国三级会议，并见证了该议会演变为立宪制制宪会议。人们认为热尔曼耳濡目染了父亲与其朋友之间关于政治和哲学的许多交流。政治生涯结束后，他成为了一家银行的董事，家庭仍然富裕，足以支持热尔曼度过以后的成年生活。

### 数学启蒙
热尔曼13岁时，巴士底狱被市民攻陷，巴黎的革命气氛迫使她待在家中。为了消遣，她转向父亲的图书馆。在此，她读到了法国数学家让·艾蒂安·蒙图克拉的《数学史》（L'Histoire des Mathématiques），其中阿基米德死于罗马士兵之手的故事引起了她的兴趣，同时她也对阿基米德产生崇拜之情，萌生了自己也要成为数学家的想法。热尔曼仔细地阅读图书馆中每一本关于数学的书籍。为了能够读懂欧拉和牛顿的著作，她还自学了拉丁语和希腊语以及几何、代数和微积分。之后，表弟拜访热尔曼家，并鼓励她学习。
热尔曼的父母完全不支持她对数学突然产生的兴趣，同时在当时那个年代普遍不支持女性受教育。每当在晚上，父母不让她穿暖和的衣服，也不给她的卧室生火取暖，试图阻止她学习。但当父母离开后，她会点燃蜡烛，裹上被褥取暖学习数学。一段时间过后，她的母亲甚至暗中支持她学习。

### 巴黎综合理工学院
1794年，这时热尔曼18岁，巴黎综合理工学院成立。作为女性，她被禁止入学，但新的教育体系允许“所有提出要求的人都可以获得讲义”，新的教育方法还要求学生提交与课程相关的分析和思考。热尔曼从学生安托万·奥古斯特·勒布朗（Antoine Auguste Le Blanc）那里拿到了学院的讲义，然而勒布朗后来在法国大革命中去世，因而无法再给热尔曼提供帮助，于是她开始通过自学继续深造。在勒布朗去世后，热尔曼以他的名字将自己对练习题的解答邮寄给拉格朗日，请他予以纠正。之所以她要以勒布朗的名字进行交流，是因为如她后来对高斯说的那样，“害怕对女性科学家的嘲笑”。对她所提交的内容感到满意后，拉格朗日邀请与“勒布朗”进行面对面交流，最终热尔曼不得不出面解释自己的真实身份。幸运的是，拉格朗日不介意热尔曼的女性身份，还十分欣赏这位才华横溢的学生，并公开鼓励她。拉格朗日也成为了热尔曼的导师。

## 数论的早期研究
1804年，她讀完高斯的《數學研究》（Disquisitiones Arithmeticae）後，又以勒布朗之名和高斯通信。1806年高斯洞悉其身分，但反而表示敬佩她的精神。1808年，高斯的興趣轉到應用數學，他們之間的通信便中斷了。
1830年，在高斯的推薦下，哥廷根大學頒發了榮譽學位予熱爾曼。可惜一年後她便因乳癌在巴黎逝世。

### 引用
1. ↑  Del Centina 2008，第373頁.
2. ↑  Case & Leggett 2005，第39頁.
3. ↑  Del Centina 2005，sec. 1.
4. 1 2  Gray 1978，第47頁.
5. 1 2 3  Moncrief 2002，第103頁.
6. ↑  Yannick Ripa, Femmes d’exception – les raisons de l’oubli, Paris: Éditions Le Chevalier Bleu: pp. 169 f., ISBN 979-10-318-0273-2 （德文）
7. ↑  Gray 2005，第68頁.
8. 1 2  . Encyclopedia.   [2023-08-21]. （原始内容存档于2023-08-21）.
9. 1 2 3 4 5  Gray 1978，第48頁.
10. ↑  Gray 1978，第47–48頁.
11. ↑  Gray 2005，第69頁.
12. 1 2  Peter Frize: The Bold and the Brave: Sophie Germain, Mileva Marić Einstein and Rosalind Franklin. In: Monique Frize (Hrsg.): The Bold and the Brave. A History of Women in Science and Engineering. University of Ottawa Press, Ottawa 2009, S. 264–273, hier: 267.
13. ↑  Singh, Simon. . WGBH Educational Foundation. 1997  [20 July 2014]. （原始内容存档于2016-09-21）.
14. ↑  Mackinnon 1990，第348頁.